# بیجقین
بیجقین، روستایی از توابع بخش دوتپه شهرستان خدابنده در استان زنجان ایران است.

## جمعیت
این روستا در دهستان توپقره قرار دارد و براساس سرشماری مرکز آمار ایران در سال ۱۳۹۰، جمعیت آن ۱٬۰۶۵ نفر (۱۹۹خانوار) بوده‌است.